# 印度陆军第1军
印度陆军第1军组建于1965年，参加过1965年印巴战争与1971年印巴战争，目前它的功能被定位为突击部队。

## 1971年时编制
1971年时印度陆军第1军编制如下：
- X部门
- 第36步兵师
- 第39步兵师
- 第54步兵师

## 现在编制
现在印度陆军第1军编制如下：
- X部门
- 第27炮兵旅
- 第627机械化防空旅
- 第4步兵师
- 第6山地师
- 第33装甲师
- 第40炮兵师